# Llorona Planitia
Llorona Planitia est une plaine située sur Vénus dans le quadrangle de Greenaway. Elle a été nommée en référence à La Llorona, personnage du folklore latino-américain.